# 삼교팔종
삼교팔종(三敎八宗)은 현장의 제자인 자은대사(慈恩大師) 규기(吉藏：632 ~ 682)가 법상종(法相宗)의 입장에서 정리한 교판(敎判)이다. 삼교팔종는 삼교(三敎) · 팔종(八宗)을 통칭하는 낱말이다.

## 삼교
부처가 설한 경전을 세 가지로 나눈것으로 유가행파의 논사 계현이 최초로 제시했다.
1. 유교(有敎): 아함경을 비롯한 소승의 가르침
2. 공교(空敎): 반야경과 삼론의 가르침
3. 중도교(中道敎): 화엄경, 해심밀경, 법화경 등 나머지 대승의 가르침

## 팔종
부파불교와 대승불교의 학설을 8가지로 종합
1. 아법구유종(我法俱有宗): 나와 법이 모두 있다는 주장으로서 소승 내 독자부의 설
2. 법유아무종(法有我無宗): 나는 없지만 법은 있다는 주장으로서 소승 내 설일체유부의 설
3. 법무거래종(法無去來宗): 과거, 미래의 법은 실체가 없고 현재의 법만 있다는 주장으로서 소승 내 대중부의 설
4. 현통가실종(現通假實宗): 현재의 법에도 실체와 허구가 있다는 주장으로서 소승 내 설가부의 설
5. 속망진실종(俗妄眞實宗): 속제는 허구이고 진제는 진실이라는 주장으로서 소승 내 설출세부의 설
6. 제법단명종(諸法但名宗): 일체 법은 다만 이름 뿐, 실체가 아니라는 주장으로서 소승 내 일설부의 설
7. 승의개공종(勝義皆空宗): 일체 법이 다 공(空)하다는 주장으로서 대승 내 중관학파의 설
8. 응리원실종(應理圓實宗): 일체 법의 성상(性相)을 분별해야한다는 주장으로서 대승 내 유식학파의 설

## 같이 보기
- 교판
- 오교십종